# Isidore Vos

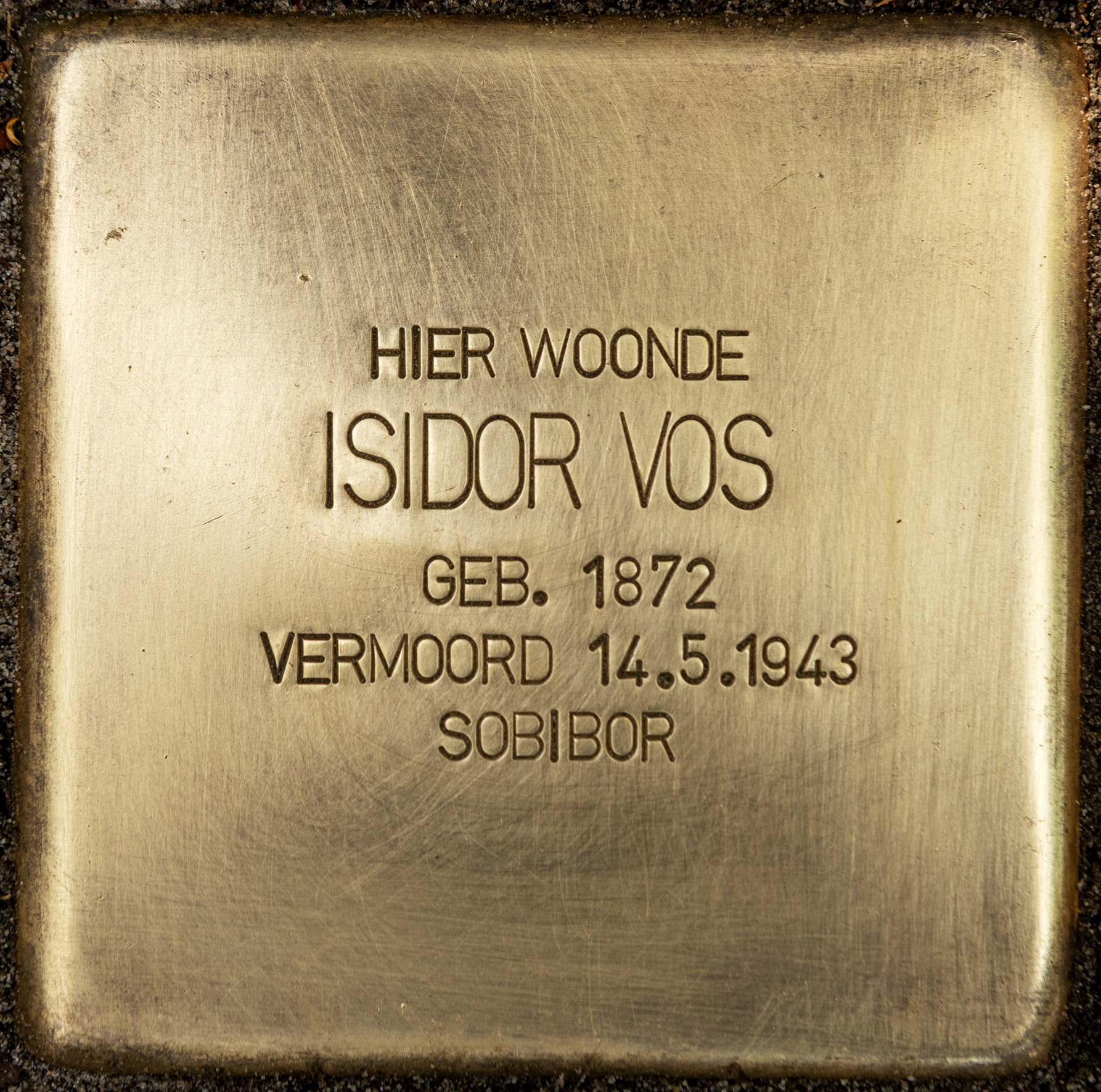
Struikelsteen in Bilthoven voor Isidore Vos

Isidore Vos (Assen, 27 mei 1872 – Sóbibor, 14 mei 1943) was een Nederlands handelaar in koloniale waren en politicus. Hij was gemeenteraadslid en wethouder te Assen.

## Leven en werk
Vos werd geboren als zoon van Hartog Meijer Harts Vos en Rosalie Boasson. Hij was handelaar in koloniale waren. Hij trouwde op 16 mei 1907 met Caroline Levy.
In 1913 trad hij toe tot de gemeenteraad van Assen voor de Vrijzinnig-Democratische Bond. In 1915 werd hij wethouder voor deze partij, als opvolger van H.J. Oosting. De V.D.B. zat in het interbellum in de Asser politiek in de positie dat ze kon kiezen om te regeren ‘over rechts’ met de A.R.P. of ‘over links’ met de S.D.A.P.. In die periode is dan ook met beide partijen geregeerd. Zijn grootste bijdrage als wethouder was het efficiënt reguleren van de voedseldistributie, noodzakelijk geworden door de schaarste vanwege de Eerste Wereldoorlog. Zijn ervaring in het bedrijfsleven heeft hem hierbij geholpen. Hiervoor oogste hij ook van zijn politieke tegenstanders lof. Aanvankelijk was hij wethouder van het Levensmiddelenbedrijf en voorzitter van de Levensmiddelencommissie. Later werd hij wethouder van de bedrijven (gasbedrijf, grond- en ontginningsbedrijf). Ook was hij onder meer voorzitter van de Commissie van Georganiseerd Overleg en voorzitter van de Commissie voor het Ziekenhuisvraagstuk. Na aanvankelijk herkozen te zijn als wethouder in 1923, voelde hij zich toch gedwongen om af te treden, vanwege gezondheidsproblemen.

## Slachtoffers van de Holocaust
Na zijn pensionering ging het echtpaar eerst wonen in Groningen en later in Bilthoven. Daar overleed Caroline in 1940. In 1942 hadden de meeste joden de gemeente De Bilt al moeten verlaten om naar Amsterdam te verhuizen. Daar heeft hij nog aan weten te ontkomen, maar in 1943 kreeg hij toch de oproep zich te melden en aan die oproep heeft hij gevolg gegeven. Op 23 april 1943 zijn Isidore en zijn schoonzus Ida, samen met dochter en schoonzoon naar Station Bilthoven gelopen, hebben daar afscheid genomen en zijn op de trein gestapt die hen naar het Kamp Vught bracht. Op 8 mei 1943 zijn Isidore en Ida per trein gedeporteerd van Vught naar Kamp Westerbork. Het verblijf daar is van korte duur geweest: op 11 mei 1943 zijn beiden gedeporteerd naar Sobibor. Aldaar zijn ze beiden op de dag van aankomst 14 mei 1943, vermoord door vergassing. In november 2021 zijn er ter ere van hen twee struikelstenen geplaatst in Bilthoven.

## Verkiezingsslogans
Enkele verkiezingsslogans tijdens de verkiezingen van 1923 waren: ‘laat hem niet los, uw wethouder Vos, wij raden u met klem, geeft hem weer zijn stem’ en ‘trekt er woensdag flink op los, geeft uw stem aan wethouder Vos’.